# Bataille de Rain am Lech
Guerre de Trente Ans
Batailles
La bataille de Rain am Lech, qui eut lieu les 14 et 15 avril 1632, est l'une des batailles les plus importantes de la guerre de Trente Ans.

## Contexte et déroulement
L'armée suédoise, commandée par Gustave-Adolphe, s'étant emparée de Nuremberg puis de Donauwörth, fait route vers Ingolstadt pour l'attaquer. Le comte de Tilly, général en chef des armées impériales et catholiques, prend des dispositions pour l'en empêcher, en postant ses troupes bavaroises, numériquement inférieures, à Rain am Lech, ville commandant un passage sur le Danube.
Le 14 avril, Gustave Adolphe, parvenu sur la rive occidentale de la rivière Lech, juge au vu des retranchements catholiques sur l'autre rive qu'il serait suicidaire de l'attaquer de front et se résout à les contourner. Laissant son artillerie pilonner les positions adverses, il envoie à 5 km plus au sud un corps de pontonniers finlandais y établir une tête de pont sous la couverture d'un écran de fumée et de salves de canon. Une fois les passerelles installées, les Suédois font passer de l'autre côté du fleuve une partie de leurs forces.
Tilly, averti, se porte à leur rencontre dans le but de les rejeter, provoquant de furieux combats. Seuls l'irruption d'un corps de cavalerie d'élite de Gustave Adolphe vers 16 heures et le tir continu de ses batteries d'artillerie concentrées sur les flancs des troupes catholiques permettent de remporter la victoire. Tilly, qui y est gravement blessé, confie le commandement à l'Électeur Maximilien de Bavière ; celui-ci, moins aguerri, préfère donner l'ordre de battre en retraite et de se retirer sur Ingolstadt. C'est dans cette ville que meurt Tilly, le 30 avril 1632, après avoir organisé la défense de la ville malgré ses souffrances. De fait, Gustave-Adolphe ne parvient pas à s'en emparer.

## Sources
- R. G. Grant (trad. de l'anglais), Les 1001 batailles qui ont changé le cours de l'histoire, Paris, Éd. France loisirs, 2013, 960 p. (ISBN 978-2-298-06937-2).